# Arthur Meyer (botánico)
Arthur Meyer (1850–1922) fue un botánico, algólogo, biólogo celular, y farmacólogo alemán. Se lo conoce por su obra pionera, describiendo la estructura de los cloroplastos (que Meyer llama "autoplastos") y otros plástidos.
Fue el primero en nombrar y describir la clorofila, conteniendo estructuras en los coloroplastos conocidas como tilacoide.
Desarrolla su carrera académica en la Universidad de Marburgo. Fue miembro del "Círculo Marburg", un grupo de discusión interdisciplinario de biología, centrado alrededor de Emil Adolf von Behring.
- La abreviatura «Art.Mey.» se emplea para indicar a Arthur Meyer como autoridad en la descripción y clasificación científica de los vegetales.[3]